# بیژن اسماعیلی
بیژن اسماعیلی، کارآفرین اهل ایران است. او مدیرعامل شرکت داروگر و هلدینگی متشکل از ۱۸ شرکت فعال در صنایع بهداشتی، شوینده و غذایی ایران است. هلدینگی که اسماعیلی مدیرعامل آن را برعهده دارد شرکت‌هایی چون تولی‌پرس، کیوان، ارزش آفرینان، تولید دارو، یاس‌خرمشهر، کیمیاایران، هومن‌شیمی، داروگر و صنایع بسته‌بندی داروگر و ۲ شرکت عمده پخش سراسری محصولات این هلدینگ را در برمی‌گیرد که برندهای معتبر و مشهوری چون ریکا، خمیر دندان پاوه، صابون نخل زیتون، شامپو پاوه، شوما، دریا و جام را به بازار و مغازه‌های ایران عرضه می‌کنند.
از گذشته اسماعیلی تا سال‌های پایانی دهه ۸۰ اطلاعات زیادی در دست نیست. برخی از رسانه‌های وابسته به گروه‌های مخالف جمهوری اسلامی ادعا کرده‌اند که او از نیروهای سپاه پاسداران است. او در سازمان اقتصادی کوثر، هلدینگ متعلق به بنیاد شهید مدیر بوده و از همان‌جا هم راه تصاحب سهام داروگر، تولی‌پرس و روغن نباتی جهان را به همراه چند شرکت دیگر پیدا کرده‌است. اسماعیلی در سال‌های ۱۳۸۸ و ۱۳۸۹ به فاصله کوتاهی ابتدا ۳۶ درصد سهام شرکت سرمایه‌گذاری گروه توسعه ملی و سرمایه‌گذاری توسعه ملی در داروگر را خرید و بعد از آن هم سهم ۳۷ درصدی سازمان اقتصادی کوثر را تا به سهامدار عمده شرکت سهامی عام کف تبدیل شود و اختیار کامل آن را با ۷۳ درصد سهام در اختیار بگیرد.